# Kinner B-5
Le Kinner B-5 était un moteur cinq cylindres en étoile américain pour avions légers et avions de sport des années 1930.

## Conception et développement
Le B-5 est un développement du K-5 avec un peu plus de puissance et de plus grandes dimensions. Le principal changement est l'augmentation de l'alésage de 108 mm à 117 mm et une augmentation correspondante de la cylindrée de 372 ci (6.1 litres) à 441 ci (7.2 litres). Une des principales différences entre le B-5 et les moteurs en étoile d'autres fabricants est que chaque cylindre a son propre arbre à cames, un système également utilisé par le moteur soviétique contemporains, Chvetsov M-11 de 8,6 litres, alors que la plupart des autres moteurs en étoile utilise un "anneau à cames", connecté à chaque soupapes. Le B-5 était un moteur rugueux mais fiable qui fut produit avec ses dérivés à des milliers d'exemplaires, propulsant un grand nombre d'avions d'entrainement de la seconde Guerre Mondiale, sa désignation militaire était R-440. Le B-5 fut suivi par le R-5 et R-55.

## Applications
- Fleet Fawn
- Fleet Finch
- Kinner Sportster
- Kinner Sportwing
- Monocoupe 125
- Redfern DH-2
- Ryan PT-22 Recruter
- Savoia-Marchetti S.56

## Spécifications (Kinner B-5)

### Caractéristiques générales
- Type: cinq cylindres, refroidis par air, en étoile
- Alésage: 4  5⁄8in (117mm)
- Course: 5  1⁄4in (133.3mm)
- Cylindrée: 441 ci (7.2 litres)
- Longueur: 19 in (482mm)
- Diamètre: 45⅜ in (1152 mm)
- Hauteur: 4.5 in (1,104.8mm)
- Masse à vide: 295 lb (134 kg)

### Composants
- Distribution: 1 soupape d'injection et 1 soupape d'échappement par cylindre, arbre à cames individuel pour chaque cylindre
- Injection: 1 Carburateur Stromberg
- Carburant: 73 Octane
- Système de refroidissement: Air

### Performances
- Puissance: 125 ch à 1 925 tr/min max / 89 ch à 1 725 tr/min en croisière
- Taux de compression: 5.26:1
- Rapport poids-puissance: 0.42 ch/lb en croisière